# Chondrophellia africana
Chondrophellia africana is een zeeanemonensoort uit de familie Hormathiidae.
Chondrophellia africana is voor het eerst wetenschappelijk beschreven door Carlgren in 1928.